# Roland Robertson
Roland Robertson (Blofield, 7 agosto 1938 – Leicester, 29 aprile 2022) è stato un sociologo e teorico della globalizzazione britannico, insegna all'Università di Aberdeen in Scozia, Regno Unito.
Le sue teorie su quest'argomento sono focalizzate su un approccio più fenomenologico e psicosociale rispetto a quelle di teorici materialisti come Immanuel Wallerstein o Fredric Jameson. Per Robertson l'aspetto più interessante della nostra modernità globalizzata è il modo in cui si è formata una coscienza globale delle persone. Divide la globalizzazione in una serie di "fasi" che evidenziano gli aspetti centrali di ere differenti nella sua  storia e asserisce che siamo entrati nella quinta fase, quella che lui chiama dell'Incertezza Globale.
La sua opera principale è Globalizzazione: Teoria Sociale e Cultura Globale (1992), in cui fu il primo sociologo a definire il termine globalizzazione. La sua definizione è basata sul termine affaristico giapponese glocalizzazione, che lui introdusse nel dibattito scientifico occidentale.